# Jagdgeschwader 21
Das Jagdgeschwader 21 war ein Verband der Luftwaffe der Wehrmacht im Zweiten Weltkrieg.

## Geschichte
Die I. Gruppe des Jagdgeschwaders 21 bildete sich am 15. Juli 1939 in Jesau. (Lage) Ein Geschwaderstab oder weitere Gruppen existierten nicht. Das Geschwader war anfangs mit der Messerschmitt Bf 109D ausgestattet und erhielt ab Oktober die Messerschmitt Bf 109E.
Während des deutschen Überfalls auf Polen unterstand es dem Luftgaukommando I der Luftflotte 1. Als dann am 10. Mai 1940 der Westfeldzug startete, gehörte das Geschwader dem VIII. Fliegerkorps der Luftflotte 2 an.
Am 6. Juli 1940 wurde die I. Gruppe in die III. Gruppe des Jagdgeschwaders 54 umgewandelt. Damit hatte das Geschwader aufgehört zu bestehen.

## Gruppenkommandeure
- Major Martin Mettig, 15. Juli 1939 bis 1. Februar 1940[8]
- Hauptmann Fritz Ultsch, 3. Februar 1940 bis 6. Juli 1940[9]

## Bekannte Geschwaderangehörige
- Gustav Rödel (1915–1995), war von 1968 bis 1971, als Brigadegeneral der Luftwaffe der Bundeswehr, Befehlshaber des Alliierten Luftverteidigungssektors 2